# Sollomuslompolo
Sollomuslompolo är en sjö i kommunen Enare i landskapet Lappland i Finland. Sjön ligger 120,3 meter över havet. Arean är 54 hektar och strandlinjen är 8,4 kilometer lång. Sjön  ingår i Neidenälvens huvudavrinningsområde.   Den ligger omkring 350 kilometer norr om Rovaniemi och omkring 1000 kilometer norr om Helsingfors. 
Sollomuslompolo ligger nordväst om Sollomusjärvi. 